# Astragalus effusus
Astragalus effusus es una especie de planta del género Astragalus, de la familia de las leguminosas, orden Fabales.

## Distribución
Astragalus effusus se distribuye por Armenia e Irán.

## Taxonomía
Fue descrita científicamente por Bunge. Fue publicado en Mémoires de l'Academie Imperiale des Sciences de Saint Petersbourg. Sér. 7, 11(16): 102 (1868).
Sinonimia
- Astragalus effusa (Bunge) Kuntze